# Chi Nong tằm
Chi Nong tằm (danh pháp khoa học: Victoria) là một chi trong họ Súng, gồm các loài có lá màu lục rất lớn, bề mặt lá bằng phẳng nằm trên mặt nước. Nong tằm (Victoria amazonica) có lá với đường kính lên đến 3 m, cọng dài 7–8 m. Chi này được đặt theo tên nữ vương Victoria của Anh.

## Các loài
| Hình ảnh | Tên khoa học                             | Phân bố                                                     | Mô tả |
| -------- | ---------------------------------------- | ----------------------------------------------------------- | --- |
|          | Victoria amazonica (Poepp.) J.C. Sowerby | Vùng nước nông của lưu vực sông Amazon như hồ và nhánh sông | Hoa có màu trắng vào đêm đầu tiên và chuyển sang màu hồng vào đêm thứ hai. Chúng có đường kính lên tới 40 cm và được thụ phấn nhờ bọ hung . Theo Parodi, cả V. amazonica và V. cruziana đôi khi có thể tạo ra những bông hoa có chiều rộng lên tới 50 cm. Bông hoa được miêu tả trên quốc huy Guyana. |
|          | Victoria cruziana A.D.Orb.               | Lưu vực Parana - Paraguay                                   | Nhỏ hơn một chút so với V. amazonica, với mặt dưới của lá có màu tím chứ không phải màu đỏ như của V. amazonica và được bao phủ bởi một lớp lông tơ, V. amazonica và V. cruziana nở hoa vào lúc hoàng hôn.                                                                                            |
|          | Victoria boliviana Magdalena & L.T.Sm.   | Bolivia                                                     | Lá có chiều rộng hơn 3 mét, kích thước hạt và noãn lớn hơn. |

## Hình

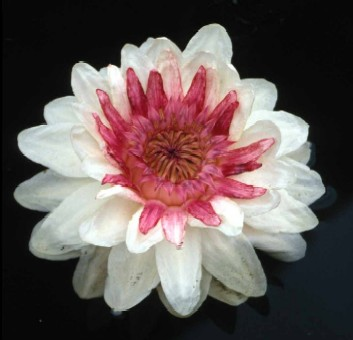
Hoa của Victoria cruziana
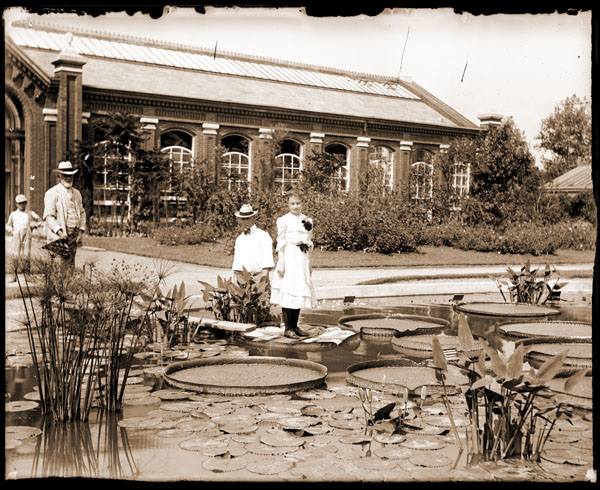
Một người phụ nữ đứng trên lá của Victoria cruziana.